# Arp 221
Arp 221 ist ein interagierendes Galaxientriplett im Sternbild Hydra. Das Galaxientriplett ist etwa 230 Millionen Lichtjahre von der Milchstraße entfernt. Halton Arp gliederte seinen Katalog ungewöhnlicher Galaxien nach rein morphologischen Kriterien in Gruppen. Diese Galaxie gehört zu der Klasse Galaxien mit amorphen Spiralarmen.